# Vasmalom
Vasmalom war eine ungarische Musikgruppe im Bereich moderner folkloristischer Musik.

## Geschichte
Die Gruppe wurde 1981 von dem Musiker Gábor Reőthy gegründet. Die Anzahl der Mitglieder wechselte im Laufe der Zeit zwischen fünf bis sieben Musikern. Stilistisch basierte die Musik der Gruppe auf traditioneller Volksmusik Ungarns und Osteuropas, die mit zeitgenössischen Einflüssen sowie Improvisationselementen verknüpft wurde. Sie steht in der Folge der Táncház-Bewegung, die Anfang der 1970er Jahre in Ungarn aufkam.
Neben dem Gesang setzten die Musiker eine Vielzahl an Instrumenten wie Geige, Sopransaxophon, Dudelsack, Mundharmonika, Koboz, Maultrommel, Ütőgardon, Cimbalom, Tilinkó (Holzflöte), Mandolincselló und Kontrabass ein.
Neben Gábor Reőthy zählten eine Reihe renommierter ungarischer Musiker zu der Gruppe, wie die Sängerinnen Éva Molnár und Ágnes Papp, der Cimbalomspieler Kálmán Balogh, der Kontrabassist Tibor Csuhaj-Barna sowie Balázs Szokolay Dongó mit diversen Blasinstrumenten.
Im Jahre 1989 erschien ihr erstes Album bei Periferic Records - Stereo Kft in Budapest, dem zwei weitere folgten. Vasmalom zählt in ihrem Genre zu den bekanntesten und einflussreichsten Musikgruppen Ungarns.

## Diskographie
- Vasmalom I, 1989, Periferic Records
- Vasmalom II, 1995, Periferic Records
- Vasmalom III, 1996, Periferic Records